# La vie est belle (film, 1956)
Pour les articles homonymes, voir La vie est belle.
Pour plus de détails, voir Fiche technique et Distribution.
La vie est belle est un film français réalisé par Roger Pierre et Jean-Marc Thibault en 1956.

## Synopsis
Où l'on voit que la vie commune entre deux couples, jeunes mariés, dans une même maison de banlieue n'est pas si aisée que ça à gérer.

## Fiche technique
- Titre : La vie est belle
- Réalisation : Jean-Marc Thibault et Roger Pierre
- Scénario : Danielle Haïk
- Dialogues : Jean-Marc Thibault, Roger Pierre et Jean Laviron
- Musique : Jean Wiener et Gilbert Bécaud
- Décors : Robert Clavel
- Pays :  France
- Année : 1956
- Durée : 90 minutes
- Genre : Comédie
- Date de sortie : 5 octobre 1956

## Distribution
- Roger Pierre : Roger
- Jean-Marc Thibault : Jean-Pierre
- Colette Ricard : Denise
- Véronique Zuber : Monique
- Jean Poiret : le joueur de maracas
- Michel Serrault : le démarcheur
- Noël Roquevert : le directeur
- Jean Richard : l'employé
- Jacques Dufilho : le chef de la fanfare
- Florence Blot
- Béatrice Arnac : Lucienne
- Philippe Clay : le pasteur
- Francis Blanche : un voisin
- Lucien Raimbourg
- Robert Rollis
- Bernard Musson : l'homme dans la file
- Pierre Duncan
- Roger Saget
- Nicole Jonesco
- Pierre-Jacques Moncorbier
- Max Desrau
- Raymond Bour
- Nono Zammit
- Fernand Raynaud
- Philippe Bouvard : le participant au concours
- Guy Saint-Clair
- Yolande Cola